# Morti nel 1977/Giugno
| Questa pagina contiene informazioni ricavate automaticamente dalle voci biografiche con l'ausilio del template Bio e di un bot. L'aggiornamento è periodico e automatico e ricostruisce completamente la pagina. Se manca una persona in questa lista, sei pregato di non aggiungerla, ma accertati piuttosto che la sua voce biografica contenga il template Bio e che i dati anagrafici siano correttamente compilati. Se il template Bio manca, inseriscilo tu stesso o, in alternativa, metti l'avviso {{tmp\|Bio}} che ne segnala la mancanza. Se i dati riportati sono sbagliati, correggi direttamente la voce biografica; le modifiche saranno visibili in questa lista entro pochi giorni. Per chiarimenti vedi il progetto biografie. La lista contiene solo le 85 persone che sono citate nell'enciclopedia e per le quali è stato implementato correttamente il template Bio. Pagina aggiornata al 3 mar 2024. |

- 1º giugno - John Morris, storico inglese (n. 1913)
- 1º giugno - Robert Serber, fisico statunitense (n. 1909)
- 1º giugno - Rudolf Vytlačil, allenatore di calcio e calciatore austriaco (n. 1912)
- 2 giugno - Stephen Boyd, attore britannico (n. 1931)
- 2 giugno - Forrest Lewis, attore statunitense (n. 1899)
- 3 giugno - Olga Elia, archeologa italiana (n. 1902)
- 3 giugno - Archibald Vivian Hill, medico e fisiologo britannico (n. 1886)
- 3 giugno - Roberto Rossellini, regista, sceneggiatore e produttore cinematografico italiano (n. 1906)
- 4 giugno - Marcel Bataillon, ispanista e storico della letteratura francese (n. 1895)
- 4 giugno - Giuliano Bernardi, tenore italiano (n. 1939)
- 4 giugno - Fritz Schlieper, generale tedesco (n. 1892)
- 5 giugno - Luis César Amadori, regista cinematografico e sceneggiatore italiano (n. 1902)
- 5 giugno - Angelo Boselli, calciatore italiano (n. 1901)
- 5 giugno - Sleepy John Estes, cantante e musicista statunitense (n. 1899)
- 5 giugno - Evelina Ravis, pediatra e psichiatra italiana (n. 1888)
- 5 giugno - Martí Ventolrà, calciatore spagnolo (n. 1906)
- 5 giugno - Fawzi al-Qawuqji, militare arabo (n. 1890)
- 6 giugno - John Cecil Masterman, scrittore britannico (n. 1891)
- 6 giugno - Lally Stott, cantante, compositore e paroliere britannico (n. 1945)
- 7 giugno - Raymond Cannon, attore, sceneggiatore e regista statunitense (n. 1892)
- 7 giugno - Gastone Darè, schermidore, dirigente sportivo e politico italiano (n. 1918)
- 7 giugno - Otto Kaiser, pattinatore artistico su ghiaccio austriaco (n. 1901)
- 8 giugno - Erik Bohlin, ciclista su strada svedese (n. 1897)
- 8 giugno - Nathan Homer Knorr, predicatore statunitense (n. 1905)
- 8 giugno - Louis Landi, calciatore francese (n. 1941)
- 9 giugno - Germano Boettcher Sobrinho, calciatore brasiliano (n. 1911)
- 9 giugno - Mario Gliozzi, fisico e storico della scienza italiano (n. 1899)
- 9 giugno - Harriet Hoctor, ballerina e coreografa statunitense (n. 1905)
- 9 giugno - Landsborough Thomson, ornitologo scozzese (n. 1890)
- 10 giugno - Alessandro Bonetti, calciatore italiano (n. 1908)
- 10 giugno - Alfredo Malgeri, generale italiano (n. 1892)
- 12 giugno - Antonio Carnevali, allenatore di calcio e calciatore italiano (n. 1910)
- 12 giugno - Epifanio Fernández Berridi, calciatore spagnolo (n. 1919)
- 12 giugno - Ângelo Gammaro, nuotatore, pallanuotista e canottiere brasiliano (n. 1895)
- 12 giugno - Semën Michajlovič Lobov, ammiraglio sovietico (n. 1913)
- 12 giugno - Andrea Tosto De Caro, poeta, compositore e critico d'arte italiano (n. 1906)
- 12 giugno - József Várszegi, giavellottista ungherese (n. 1910)
- 13 giugno - Pierina Belli, attivista italiana (n. 1883)
- 13 giugno - Thomas Campbell Clark, politico statunitense (n. 1899)
- 13 giugno - Gerardo Dottori, pittore italiano (n. 1884)
- 13 giugno - Matthew Garber, attore britannico (n. 1956)
- 13 giugno - Mikko Husu, fondista finlandese (n. 1905)
- 14 giugno - Robert Middleton, attore statunitense (n. 1911)
- 14 giugno - Alan Reed, attore e doppiatore statunitense (n. 1907)
- 15 giugno - Igal Volodarsky, cestista e allenatore di pallacanestro israeliano (n. 1936)
- 16 giugno - Wernher von Braun, ingegnere tedesco (n. 1912)
- 16 giugno - Hans Dahl, calciatore norvegese (n. 1900)
- 17 giugno - Giuseppe Rapelli, politico italiano (n. 1905)
- 18 giugno - José Castellanos Contreras, militare e diplomatico salvadoregno (n. 1893)
- 18 giugno - Holger Löwenadler, attore svedese (n. 1904)
- 18 giugno - Franco Rol, pilota di Formula 1 italiano (n. 1908)
- 19 giugno - Jacqueline Audry, regista francese (n. 1908)
- 19 giugno - Olave Baden-Powell, educatrice inglese (n. 1889)
- 19 giugno - Geraldine Brooks, attrice statunitense (n. 1925)
- 19 giugno - Ulrich Graf, pilota motociclistico svizzero (n. 1945)
- 19 giugno - Ali Shariati, sociologo, saggista e filosofo iraniano (n. 1933)
- 20 giugno - Abner Biberman, regista e attore statunitense (n. 1909)
- 20 giugno - Günther Leibfried, fisico tedesco (n. 1915)
- 21 giugno - Ugo Amoretti, calciatore e allenatore di calcio italiano (n. 1909)
- 21 giugno - Fritz Genschow, attore, regista e produttore cinematografico tedesco (n. 1905)
- 22 giugno - Luigi Amato, imprenditore e politico italiano (n. 1910)
- 22 giugno - Hugo Giammusso, pittore e vignettista italiano (n. 1908)
- 22 giugno - Peter Laughner, cantante, chitarrista e compositore statunitense (n. 1952)
- 22 giugno - Marston Morse, matematico statunitense (n. 1892)
- 23 giugno - Gaetano Carancini, giornalista, critico cinematografico e sceneggiatore italiano (n. 1910)
- 23 giugno - Frank Spain, hockeista su ghiaccio statunitense (n. 1909)
- 23 giugno - Elmtrude di Baviera, principessa tedesca (n. 1886)
- 24 giugno - Sante Ferrato, ciclista su strada italiano (n. 1902)
- 24 giugno - Enrico Silvestri, sciatore di pattuglia militare italiano (n. 1896)
- 25 giugno - Iro Bonci, calciatore italiano (n. 1923)
- 25 giugno - Francesco Di Salvo, architetto e urbanista italiano (n. 1913)
- 25 giugno - Sue Kaufman, scrittrice statunitense (n. 1926)
- 25 giugno - Robert Skelton, nuotatore statunitense (n. 1903)
- 25 giugno - Endre Szervánszky, compositore ungherese (n. 1911)
- 26 giugno - Walter Kennedy, dirigente sportivo statunitense (n. 1912)
- 26 giugno - Sergej Jakovlevič Lemešev, tenore russo (n. 1902)
- 27 giugno - Josephine Brandell, attrice teatrale e cantante lirica statunitense (n. 1891)
- 29 giugno - Mario Fubini, critico letterario italiano (n. 1900)
- 29 giugno - György Kutasi, pallanuotista ungherese (n. 1910)
- 29 giugno - Magda Lupescu,  rumena (n. 1895)
- 29 giugno - Giovanni Ziggiotto, pilota motociclistico italiano (n. 1954)
- 30 giugno - Santo Emanuele, militare e agente segreto italiano (n. 1893)
- 30 giugno - Paul Hartmann, attore tedesco (n. 1889)
- 30 giugno - Karl Scherm, calciatore tedesco (n. 1904)
- 30 giugno - Erich Übelacker, ingegnere tedesco (n. 1899)